# Svetlana Vladimirovna Medvedeva
Svetlana Vladimirovna Medvedeva (tiếng Nga: Светлана Владимировна Медведева, họ thời con gái Linnik - Линник, sinh ngày 15 tháng 3 năm 1965) là vợ của cựu tổng thống Liên bang Nga Dmitry Anatolyevich Medvedev.

## Tiểu sử
Bà sinh ngày 15 tháng 3 năm 1965 trong một gia đình quân nhân. Làm quen với người chồng tương lai Dmitry từ khi học lớp đầu tiên trường trung học số 305 ở Kupchino, (quận Phrunzensky, Sankt-Peterburg). Năm 1989 họ cưới nhau.
Bà theo học trường Đại học Kinh tế Tài chính Sankt-Peterburg, nhưng làm việc theo đúng chuyên môn chỉ trong một thời gian ngắn tại Moskva và sau đó tham gia vào việc tổ chức các hoạt động xã hội khác nhau tại Sankt-Peterburg. Svetlana Medvedeva cũng là người chuộng các mẫu thiết kế của nhà tạo mẫu Valentin Abramovich Yudashkin, người được Alla Borisovna Pugachyova giới thiệu với bà nhân sinh nhật của nữ ca sĩ này. Bà ít xuất hiện trên các phương tiện thông tin đại chúng.
Hiện tại (năm 2008) bà là người đứng đầu hội đồng bảo trợ "Văn hóa đạo đức-tinh thần của thế hệ trẻ Nga" được thành lập theo lời cầu phúc của Đại giáo chủ toàn Nga Aleksii II.
Vợ chồng Medvedev hiện có một con trai là Ilya sinh năm 1996.

## Hoạt động xã hội

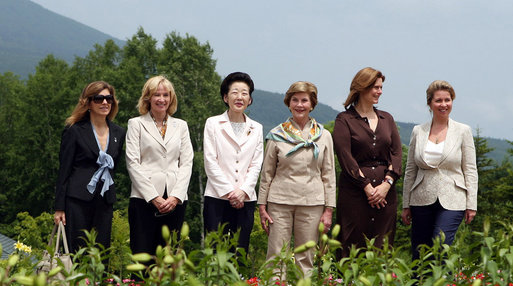
Svetlana Vladimirovna Medvedeva bên lề Hội nghị thượng đỉnh G8 lần thứ 34, đứng tận cùng bên phải, cùng với Maria Margarida Pinto Ribeiro de Sousa Uva, Laureen Harper, Kiyoko Fukuda, Laura Bush, Sarah Brown

Là lãnh đạo của hội đồng bảo trợ cho chương trình có mục đích bao hàm toàn diện "Văn hóa đạo đức-tinh thần của thế hệ trẻ Nga". Bà cũng tham gia các hoạt động từ thiện như bảo trợ cho trường giáo dưỡng nội trú Sankt-Peterburg số 1, trong đó sinh sống 316 trẻ từ 4 tới 25 tuổi.
Cuối tháng 1 năm 2008, tuần báo Zhizn (Đời sống) đăng một bài phóng sự dài dưới tiêu đề "Пророчество Серафима Саровского сбывается" (Lời tiên tri của Seraphim Sarovsky đã thành sự thật), viết theo kiểu ngôn từ dùng trong Chính thống giáo phương Đông về cuộc hành hương của Svetlana Medvedeva tới tu viện Diveevsky.

## Phần thưởng và danh hiệu
- Ngày 23 tháng 1 năm 2008 Đại giáo chủ Aleksii II trao tặng Svetlana Vladimirovna huy hiệu Đại công tước phu nhân Evdokiya Moskovskaya[4]